# Bible de Genève

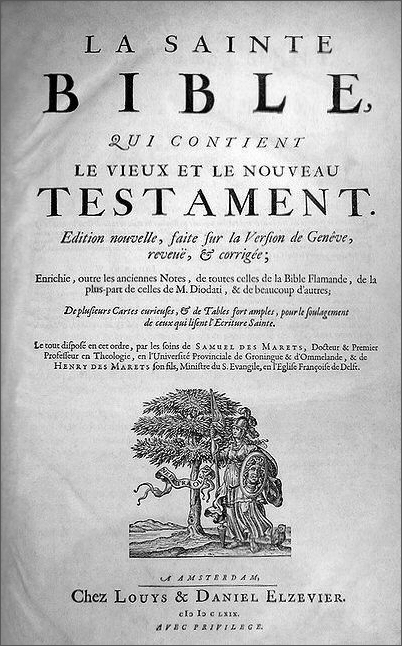
Bible de Genève. Druck aus dem Jahr 1669

Die Bible de Genève, manchmal auch als Genfer Bibel bezeichnet, ist eine französische Übersetzung der Bibel aus dem Jahr 1560, die auf der Bible d’Olivétan basiert.

## Übersetzung
1535 in Serrières bei Neuchâtel wurde die Bibelübersetzung von Pierre Robert Olivétan erstmals gedruckt. Von 1540 bis 1560 arbeitete auch Olivétans Vetter Johannes Calvin an dieser Bibelübersetzung weiter, die dann unter den Namen Bible du Glaive und Bible de l’Epée erschienen war, wobei die von 1551 die größte Auflage erfuhr. Die Bibel erhielt wohl schon in dieser Zeit auch ein Vorwort von Johannes Calvin.
Im Jahr 1560 wurde schließlich Genf in der berühmten Druckwerkstatt von Robert Estienne (1503–1559) die eigentliche Bible de Genève erstmals gedruckt. Auf ihrem Titelblatt befand sich das Signet Estiennes: ein Ölbaum so wie ein Banner mit der Devise: „noli altum sapere“, zu deutsch: „sei nicht stolz“. Die Devise ist ein Verweis auf das 11. Kapitel des Briefes des Paulus an die Römer. Im besagten Brief werden die Heidenchristen vor der Überheblichkeit gewarnt. Die knapp zwanzig Bilder der Bible de Genève wurden vom Holzschneider Pierre Cruche, einem Anhänger Calvins. Lediglich Bauwerke oder Gegenstände, die dem Leser allgemein fremd gewesen sein dürften, wurden so bildlich dargestellt, beispielsweise die Arche Noah, die Stiftshütte, die Bundeslade, Kultgeräte, der Tempel Salomos oder der Palast des Königs. Wie zuvor in der Lutherbibel war die Arche Noah im Übrigen als ein rechteckiger Kasten dargestellt. Das Neue Testament enthielt überhaupt keine Bilder. Die Bibelauflage betrug 1000 Exemplare. Die Bibel kostete dreißig Sols, was dem Wochenlohn eines Zimmermanns oder Baumeisters entsprach. Der Verkauf der reformierten Bibel war im katholischen Frankreich war verboten. Spätestens diese Bibelausgabe besaß offenbar ein Vorwort von Johannes Calvin. Im Jahr 1565 druckte Robert Estiennes Sohn, Henri Estienne (1531–1598), eine großformatige Ausgabe der Bible de Genève mit zusätzlichen Holzschnitten und 1567 auch eine kleinformatige Ausgabe der Bible de Genève.
Die Ausgaben von 1567 und 1588 redigierte der Genfer Reformator Théodore de Bèze. 1587 nutzte
der Holländer Petrus Hackius die Bible de Genève für seine Revision der niederländischen Bibel. Er fügte ihr niederländische Übersetzungen der Anmerkungen der Bible de Genève bei. 1588 begannen Pastoren und Professoren der Genfer Kirche mit einer sechzehn Jahre andauernden Revision des Bibeltextes. Fast jeder Vers war, im Vergleich zur Fassung von Olivétan, verändert worden. 1635 wurde die Bible de Genève erstmals auch im niederländischen Amsterdam gedruckt. 1669 wurde dort von den Gebrüdern Elzévir eine weitere französische Bibelausgabe gedruckt, welche sich insbesondere durch eine umfassende Kommentierung auszeichnete. Ihr Bibeltext beruhte auf der Pariser Bibelausgabe von 1652, eine Revision der Bible de Genève durch Pierre des Hayes. 1707 überarbeitete Pastor David Martin in den Niederlanden die Bible de Genève abermals. 1744 erschien eine weitere Revision der Bible de Genève vom reformierten Schweizer Pfarrer Jean Frédéric Ostervald aus Neuenburg.
Die Bible de Genève setzte sich zwar unter den französischsprachigen Protestanten durch. Sie erlangte aber nie die Bedeutung der Lutherbibel. Dennoch über 300 Jahre war die Bible de Genève Basis und Maßstab für alle Bibelübersetzungen der französischen Protestanten.